# Commonwealth Games 2018/Squash
Bei den Commonwealth Games 2018 in Gold Coast, Australien, fanden vom 5. bis 15. April 2018 im Squash fünf Wettbewerbe statt. Austragungsort waren die Oxfenford Studios.

## Wettbewerbe und Zeitplan
Insgesamt fünf Wettbewerbe wurden im Rahmen der Spiele im Squashsport ausgetragen. Dazu zählten die jeweiligen Einzel- und Doppelkonkurrenzen der Damen und Herren, sowie das Mixed, also ein Wettbewerb mit gemischtem Doppel. Die Wettbewerbe im Einzel fanden vom 5. bis 9. April statt, die übrigen drei Konkurrenzen begannen am 10. April. Das Finale im Mixed fand am 14. April, die Finals der Doppelkonkurrenzen am 15. April statt. Die endgültigen Auslosungen wurden von der World Squash Federation am 19. (Einzel) bzw. am 22. März (Doppel und Mixed) veröffentlicht.
| V | Vorrunde | ⅛ | Achtelfinale | ¼ | Viertelfinale | ½ | Halbfinale | B | Spiel um Bronze | F | Finale |

| Datum → Wettbewerb ↓ | Di. 5. | Di. 5. | Fr. 6. | Fr. 6. | Sa. 7. | Sa. 7. | So. 8. | So. 8. | Mo. 9. | Mo. 9. | Di. 10. | Di. 10. | Mi. 11. | Mi. 11. | Do. 12. | Do. 12. | Fr. 13. | Fr. 13. | Sa. 14. | Sa. 14. | So. 15. | So. 15. |
| -------------------- | ------ | ------ | ------ | ------ | ------ | ------ | ------ | ------ | ------ | ------ | ------- | ------- | ------- | ------- | ------- | ------- | ------- | ------- | ------- | ------- | ------- | ------- |
| Herreneinzel         | V      | V      | ⅛      | ⅛      | ¼      | ¼      | ½      | ½      | B      | F      |         |         |         |         |         |         |         |         |         |         |         |         |
| Herrendoppel         |        |        |        |        |        |        |        |        |        |        | V       | V       | V       | V       | ⅛       | ⅛       | ¼       | ¼       | ½       | ½       | B       | F       |
| Dameneinzel          | V      | V      | ⅛      | ⅛      | ¼      | ¼      | ½      | ½      | B      | F      |         |         |         |         |         |         |         |         |         |         |         |         |
| Damendoppel          |        |        |        |        |        |        |        |        |        |        | V       | V       | V       | V       |         |         | ¼       | ¼       | ½       | ½       | B       | F       |
| Mixed                |        |        |        |        |        |        |        |        |        |        | V       | V       | V       | V       | ⅛       | ¼       | ½       | ½       | B       | F       |         |         |

## Herreneinzel

### Setzliste
| Nr. | Spieler         | Erreichte Runde |
| --- | --------------- | --------------- |
| 01. | Nick Matthew    | Viertelfinale   |
| 02. | Paul Coll       | Silber          |
| 03. | Saurav Ghosal   | 2. Runde        |
| 04. | James Willstrop | Gold            |
| 05. | Daryl Selby     | Viertelfinale   |
| 06. | Ryan Cuskelly   | Achtelfinale    |
| 07. | Cameron Pilley  | Viertelfinale   |
| 08. | Alan Clyne      | Viertelfinale   |

| Nr. | Spieler              | Erreichte Runde |
| --- | -------------------- | --------------- |
| 09. | Greg Lobban          | Achtelfinale    |
| 10. | Campbell Grayson     | Achtelfinale    |
| 11. | Joel Makin           | Halbfinale      |
| 12. | Mohd Nafiizwan Adnan | Bronze          |
| 13. | Eain Yow Ng          | 1. Runde        |
| 14. | Harinder Pal Sandhu  | 2. Runde        |
| 15. | Peter Creed          | 1. Runde        |
| 16. | Vikram Malhotra      | Achtelfinale    |

### Sieger
| Platz | Land       | Sportler             |
| ----- | ---------- | -------------------- |
| 1     | England    | James Willstrop      |
| 2     | Neuseeland | Paul Coll            |
| 3     | Malaysia   | Mohd Nafiizwan Adnan |

## Dameneinzel

### Setzliste
| Nr. | Spielerin        | Erreichte Runde |
| --- | ---------------- | --------------- |
| 01. | Laura Massaro    | Viertelfinale   |
| 02. | Joelle King      | Gold            |
| 03. | Nicol David      | Halbfinale      |
| 04. | Sarah-Jane Perry | Silber          |
| 05. | Alison Waters    | Viertelfinale   |
| 06. | Tesni Evans      | Bronze          |
| 07. | Donna Urquhart   | Viertelfinale   |
| 08. | Joshna Chinappa  | Viertelfinale   |

| Nr. | Spielerin               | Erreichte Runde |
| --- | ----------------------- | --------------- |
| 09. | Dipika Pallikal         | Achtelfinale    |
| 10. | Samantha Cornett        | Achtelfinale    |
| 11. | Amanda Landers-Murphy   | Achtelfinale    |
| 12. | Sivasangari Subramaniam | Achtelfinale    |
| 13. | Nikki Todd              | Achtelfinale    |
| 14. | Lisa Aitken             | Rückzug         |
| 15. | Tamika Saxby            | Achtelfinale    |
| 16. | Christine Nunn          | Achtelfinale    |

### Sieger
| Platz | Land       | Sportlerin       |
| ----- | ---------- | ---------------- |
| 1     | Neuseeland | Joelle King      |
| 2     | England    | Sarah-Jane Perry |
| 3     | Wales      | Tesni Evans      |

## Herrendoppel

### Setzliste
| Nr. | Paarung                        | Erreichte Runde |
| --- | ------------------------------ | --------------- |
| 01. | Ryan Cuskelly Cameron Pilley   | Viertelfinale   |
| 02. | Alan Clyne Greg Lobban         | Halbfinale      |
| 03. | Paul Coll Campbell Grayson     | Viertelfinale   |
| 04. | Declan James James Willstrop   | Bronze          |
| 05. | Zac Alexander David Palmer     | Gold            |
| 06. | Peter Creed Joel Makin         | Achtelfinale    |
| 07. | Daryl Selby Adrian Waller      | Silber          |
| 08. | Mohd Nafiizwan Adnan Ivan Yuen | Achtelfinale    |

| Nr. | Paarung                            | Erreichte Runde |
| --- | ---------------------------------- | --------------- |
| 09. | Lance Beddoes Evan Williams        | Achtelfinale    |
| 10. | Mohd Syafiq Kamal Eain Yow Ng      | Viertelfinale   |
| 11. | Vikram Malhotra Ramit Tandon       | Viertelfinale   |
| 12. | Christopher Binnie Lewis Walters   | Achtelfinale    |
| 13. | Tayyab Aslam Farhan Zaman          | Achtelfinale    |
| 14. | Bradley Hindle Daniel Zammit-Lewis | Achtelfinale    |
| 15. | Jason-Ray Khalil Sunil Seth        | Achtelfinale    |
| 16. | Mandela Patrick Kale Wilson        | Achtelfinale    |

### Sieger
| Platz | Land       | Sportler                     |
| ----- | ---------- | ---------------------------- |
| 1     | Australien | Zac Alexander David Palmer   |
| 2     | England    | Adrian Waller Daryl Selby    |
| 3     | England    | Declan James James Willstrop |

## Damendoppel

### Setzliste
| Nr. | Paarung                           | Erreichte Runde |
| --- | --------------------------------- | --------------- |
| 01. | Joelle King Amanda Landers-Murphy | Gold            |
| 02. | Jenny Duncalf Alison Waters       | Viertelfinale   |
| 03. | Joshna Chinappa Dipika Pallikal   | Silber          |
| 04. | Rachael Grinham Donna Urquhart    | Bronze          |
| 05. | Samantha Cornett Nikki Todd       | Viertelfinale   |
| 06. | Tesni Evans Deon Saffery          | Viertelfinale   |

| Nr. | Paarung                               | Erreichte Runde |
| --- | ------------------------------------- | --------------- |
| 07. | Laura Massaro Sarah-Jane Perry        | Halbfinale      |
| 08. | Sarah Cardwell Christine Nunn         | Gruppenphase    |
| 09. | Rachel Arnold Sivasangari Subramaniam | Viertelfinale   |
| 10. | Lisa Aitken Alison Thomson            | Gruppenphase    |
| 11. | Faiza Zafar Madina Zafar              | Gruppenphase    |
| 12. | Samantha Hennings Marlene West        | Gruppenphase    |

### Sieger
| Platz | Land       | Sportlerinnen                     |
| ----- | ---------- | --------------------------------- |
| 1     | Neuseeland | Joelle King Amanda Landers-Murphy |
| 2     | Indien     | Dipika Pallikal Joshna Chinappa   |
| 3     | Australien | Rachael Grinham Donna Urquhart    |

## Mixed

### Setzliste
| Nr. | Paarung                             | Erreichte Runde |
| --- | ----------------------------------- | --------------- |
| 01. | Joelle King Paul Coll               | Bronze          |
| 02. | Alison Waters Daryl Selby           | Halbfinale      |
| 03. | Tesni Evans Peter Creed             | Viertelfinale   |
| 04. | Donna Urquhart Cameron Pilley       | Gold            |
| 05. | Dipika Pallikal Saurav Ghosal       | Silber          |
| 06. | Rachael Grinham Ryan Cuskelly       | Viertelfinale   |
| 07. | Jenny Duncalf Adrian Waller         | Viertelfinale   |
| 08. | Joshna Chinappa Harinder Pal Sandhu | Viertelfinale   |

| Nr. | Paarung                          | Erreichte Runde |
| --- | -------------------------------- | --------------- |
| 09. | Lisa Aitken Kevin Moran          | Achtelfinale    |
| 10. | Amanda Landers-Murphy Zac Millar | Achtelfinale    |
| 11. | Aifa Azman Sanjay Singh          | Achtelfinale    |
| 12. | Madina Zafar Tayyab Aslam        | Achtelfinale    |
| 13. | Faiza Zafar Farhan Zaman         | Achtelfinale    |
| 14. | Marlene West Cameron Stafford    | Achtelfinale    |
| 15. | Meagan Best Shawn Simpson        | Achtelfinale    |
| 16. | Dianne Kellas Bradley Hindle     | Achtelfinale    |

### Sieger
| Platz | Land       | Sportler                      |
| ----- | ---------- | ----------------------------- |
| 1     | Australien | Donna Urquhart Cameron Pilley |
| 2     | Indien     | Dipika Pallikal Saurav Ghosal |
| 3     | Neuseeland | Joelle King Paul Coll         |

## Medaillenspiegel
| Platz | Land       | Gold | Silber | Bronze | Gesamt |
| ----- | ---------- | ---- | ------ | ------ | ------ |
| 1     | Neuseeland | 2    | 1      | 1      | 4      |
| 2     | Australien | 2    | —      | 1      | 3      |
| 3     | England    | 1    | 2      | 1      | 4      |
| 4     | Indien     | —    | 2      | —      | 2      |
| 5     | Malaysia   | —    | —      | 1      | 1      |
| 5     | Wales      | —    | —      | 1      | 1      |